# Diomede Pantaleoni
Diomede Pantaleoni (* 21. März 1810 in Macerata; † 3. Mai 1885 in Rom) war ein italienischer Arzt und Politiker.

## Biografie
Während des Pontifikats von Pius IX. (1846 – 1878) war er Teil der gemäßigten politischen Gruppen, die Reformprogramme unterstützten und sich von der  Republik 1849 distanzierten.
Anschließend nahm er mit Cavour an geheimen Verhandlungen mit Napoleon III. zur Lösung der römischen Frage teil.
Er wurde zum Abgeordneten des Königreichs Italien gewählt und aus Rom ausgewiesen. Am 6. November 1873 wurde er zum Senator ernannt und verfasste verschiedene politische Werke. 1870 wurde er zum Kommissar der Ospedali Riuniti di Roma gewählt und in dieser Funktion restaurierte er das Ospedale di San Rocco für Gebärende und „Versteckte“.
Er war der Vater des Ökonomen Maffeo Pantaleoni, ein Freund von Vilfredo Pareto und ein Verfechter des Marginalismus in Italien.